# 叱石摩崖石刻碑刻
叱石摩崖石刻碑刻，位于中国广东省江门市杜阮镇的圭峰山北麓，为江门市的一个市、县级文物保护单位，类型为石窟寺及石刻，公布时间为2003年。
叱石摩崖石刻碑刻的历史年代为清代。